# Forêts de conifères d'altitude de Hokkaidō
Localisation
Les forêts de conifères d'altitude de Hokkaido sont une écorégion terrestre en Asie définie par le WWF, appartenant au biome des forêts de conifères tempérées. Elles couvrent plus de la moitié de Hokkaidō, l'île la plus septentrionale du Japon, dans les régions froides et montagneuses du nord et du centre de l'île. Le couvert boisé est composé principalement de  conifères mêlés  d'arbres à feuilles caduques et de bambous. Depuis deux siècles, la mise en valeur agricole, l'urbanisation et l'industrialisation ont affecté ses écosystèmes. Elle comprend plusieurs aires protégées à la biodiversité assez importante. 

## Situation et climat
Les forêts couvrent environ 70% de la surface de Hokkaidō. Dans l'ouest et le sud-ouest prédomine la forêt décidue tandis que les conifères dominent dans le nord, l'est et le centre de l'île. La forêt de conifères occupe 45 853 km2 soit 55% de la superficie de la grande île. 
Le massif volcanique du Daisetsuzan occupe le centre de l'île : son point culminant est le mont Asahi, un volcan actif qui culmine à 2 291 m.
Le climat est continental et humide à étés chauds avec une température moyenne annuelle de 5 °C, variant entre 22 °C pour le mois le plus chaud et −13 °C pour le plus froid. À Wakkanai, à la pointe nord-ouest de l'île en face de Sakhaline, la température moyenne en janvier varie de -7 à −10 °C. L'ensoleillement hivernal varie entre 39 h en janvier à Wakkanai et 178 h à Nemuro, à la pointe nord-est. 

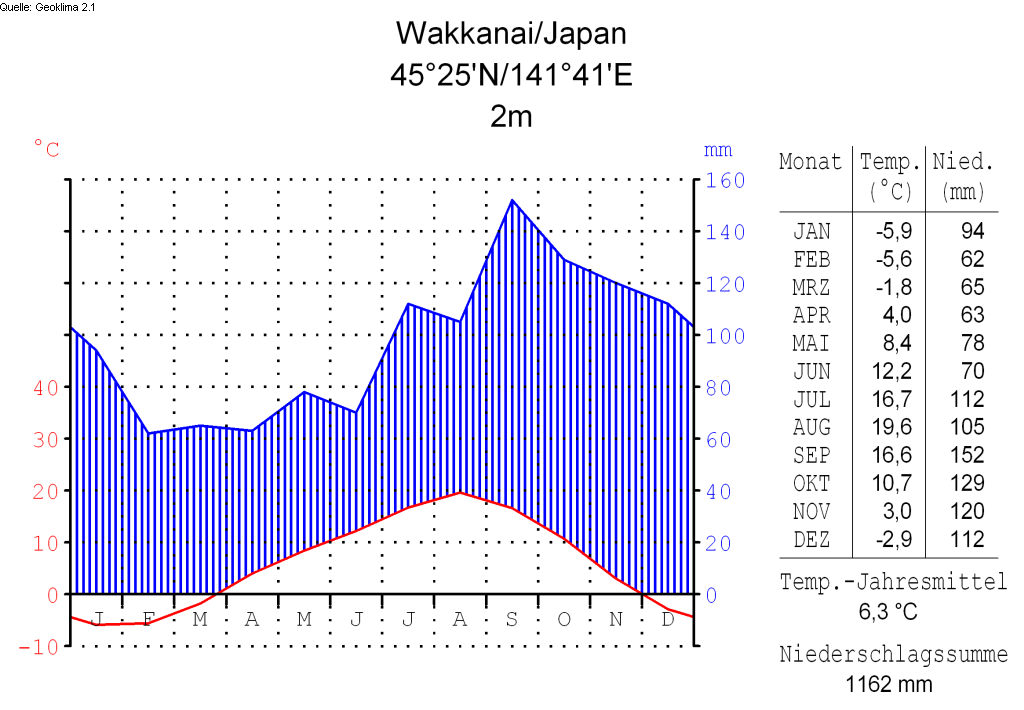
Diagramme climatique de Wakkanai.

La moyenne des précipitations est de 1 120,2 mm. La côte est, longée par des courants froids, connaît des brumes épaisses pendant l'été . La côte nord, sur la mer d'Okhotsk, est gelée quatre mois par an. 
Pendant la dernière période glaciaire , Hokkaidō et Sakhaline étaient reliées à la Sibérie et la forêt boréale, relativement pauvre en grands mammifères, s'étendait sur la plus grande partie de l'actuel Japon. Avec le réchauffement de l'Holocène, Hokkaidō s'est séparée du continent et couverte d'une forêt mixte de conifères et de feuillus. Avant la colonisation japonaise des XIXe et XXe siècles, les plaines étaient à peu près désertes et la population autochtone, les Aïnous, chasseurs, cueilleurs et pêcheurs, résidait essentiellement sur les hauteurs.

## Flore
Le couvert boisé se constitue principalement du sapin de Sakhaline et du chêne de Mongolie avec plusieurs espèces de conifères, mélèzes et épicéas dont le plus typique est l'épicéa d'Ezo, et des feuillus comme l'Acer pictum (« érable peint ») et le bouleau d'Erman.
En haute montagne, le bouleau disparaît et l'espèce dominante est le pin nain de Sibérie qui forme des bosquets épais ; il cohabite avec deux espèces endémiques de plantaginacées, Lagotis takedana et Lagotis yeseoensi.
Dans l'est de l'île, la forêt décidue et mixte comprend des conifères, épicéa d'Ezo, sapin de Sakhaline, et des feuillus, chêne du Japon, orme du Japon, érable peint, tilleul du Japon ; en sous-bois, on trouve le bambou nain Sasa senanenis, les laîches Carex Sachalinensis var. sachalinensis et Carex pilosa, le Petasites japonicus subsp. giganteus, les orties Urtica platyphylla et Laportea bulbifera.
Le parc national de Kushiro Shitsugen, principale zone humide de l'île, abrite des espèces spécifiques comme la mâcre nageante et le nénuphar jaune.

Flore des forêts de conifères de Hokkaidō
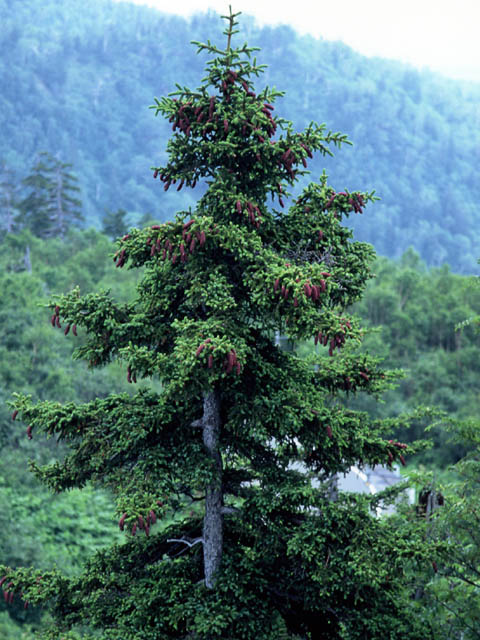
Épicéa d'Ezo dans le groupe volcanique Tokachi en juillet 2006.
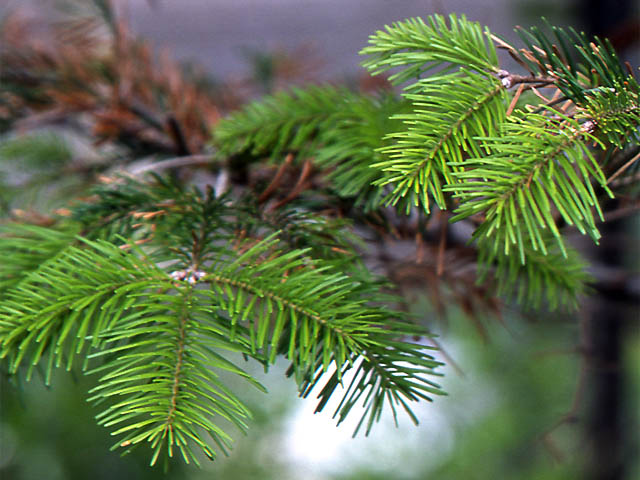
Branche de sapin de Sakhaline dans la péninsule de Shiretoko en juillet 2007.
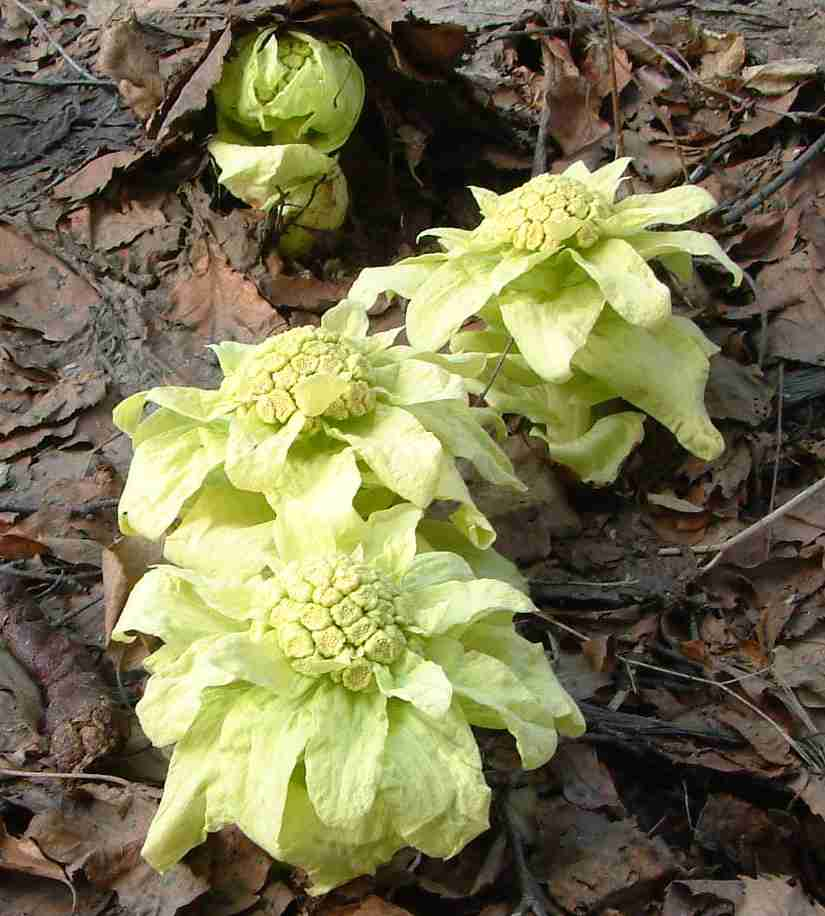
Petasites japonicus à Hokkaidō en avril 2003.
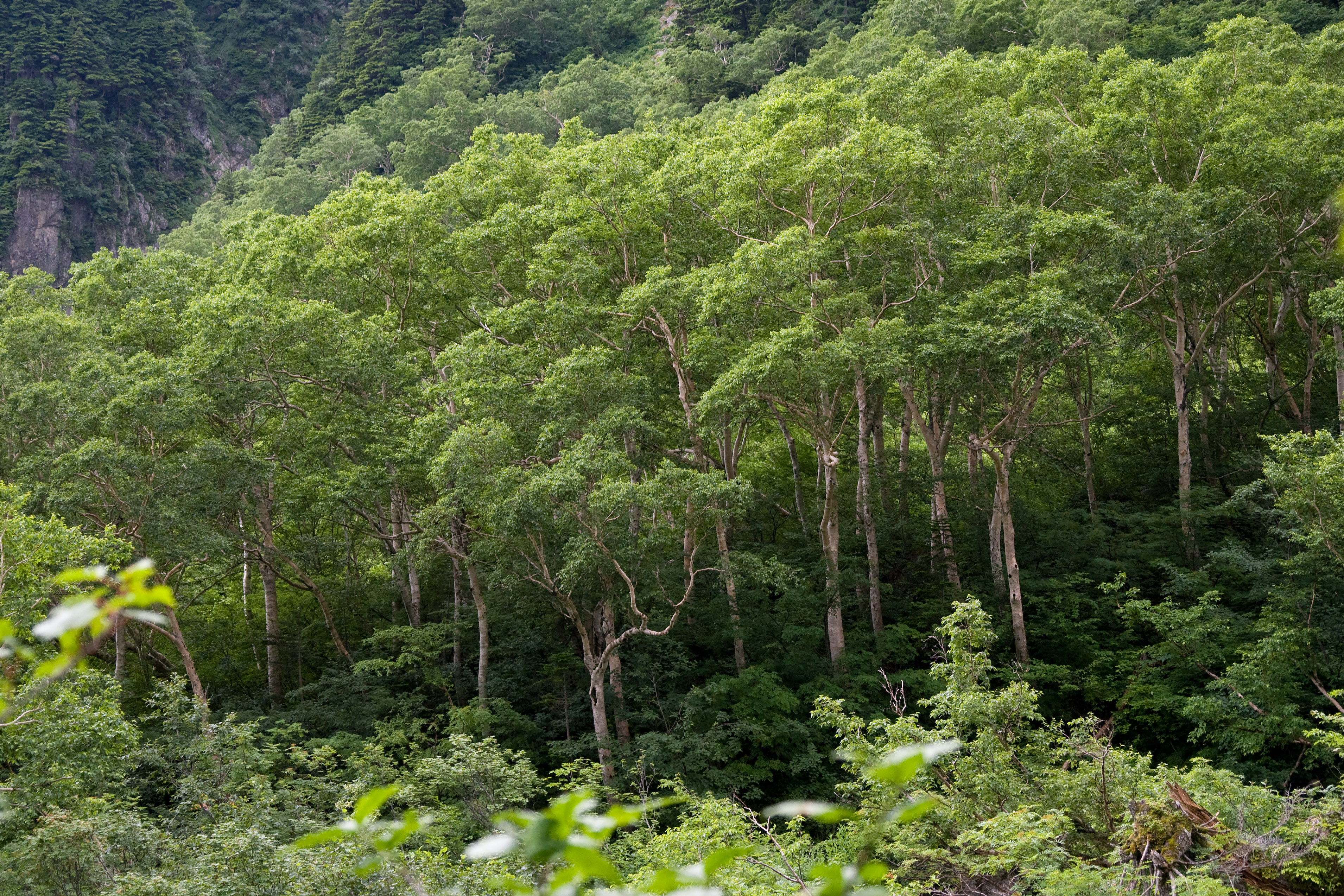
Bouleau d'Erman et conifères au Japon en juillet 2011.

## Faune
Depuis le XVIe siècle, les Aïnous, peuple autochtone de Hokkaidō et de Sakhaline, chasseurs et pêcheurs, exportaient vers la Chine et le Japon des produits tels que la fourrure de loutre de mer et les plumes d'aigle, très appréciées pour faire l'empennage des flèches. Au XVIIIe siècle, les îles Kouriles sont connues sous le nom de Rakkashima ou « îles des loutres de mer » ; leur fourrure passait pour remédier à l'hypotension ou à la variole. Les Aïnous exportaient aussi des rapaces vivants pour la fauconnerie. 
L'île abrite plus de 30 espèces de mammifères, notamment l'ours brun et une population nombreuse de cerfs sika (Cervus nippon), 6 espèces de reptiles dont les couleuvres Elaphe climacophora et  Elaphe quadrivirgata, 4 d'amphibiens, Glandirana rugosa, Dryophytes japonicus Rana pirica et la salamandre du Japon. On y trouve plus de 200 espèces d'oiseaux dont le grand-duc de Blakiston, rapace pêcheur très rare et menacé, le bruant auréole, lui aussi menacé. La grue du Japon a sa principale aire de reproduction et d'hivernage dans les marais du Kushiro. Le parc de Kushiro Shitsugen est aussi un des derniers habitats du huchon japonais, poisson salmonidé très menacé dont il ne reste que de rares populations dans le monde.

Faune des forêts de conifères de Hokkaidō
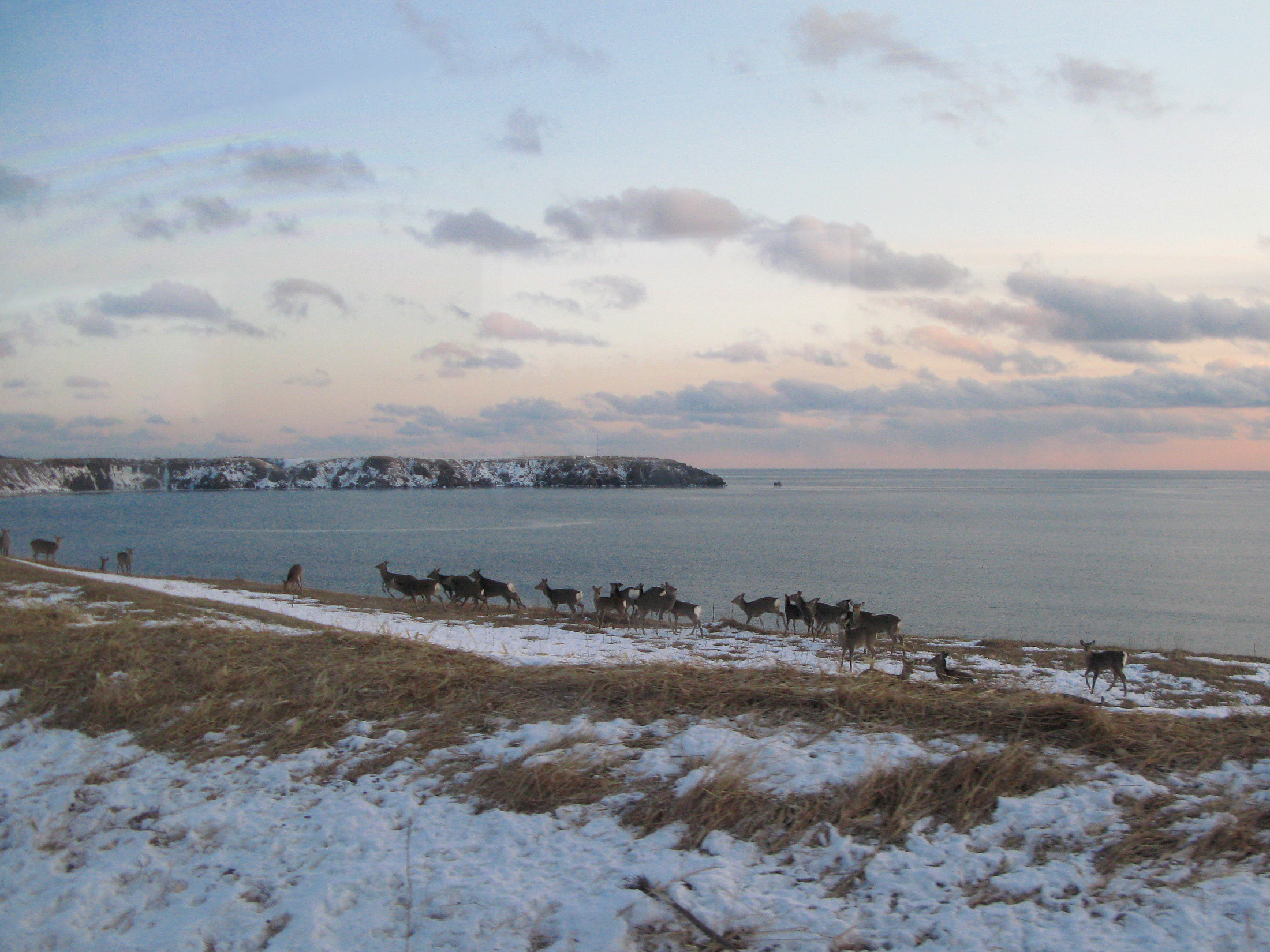
Harde de cerfs sika au bord de l'océan Pacifique dans la sous-préfecture de Nemuro en février 2010.
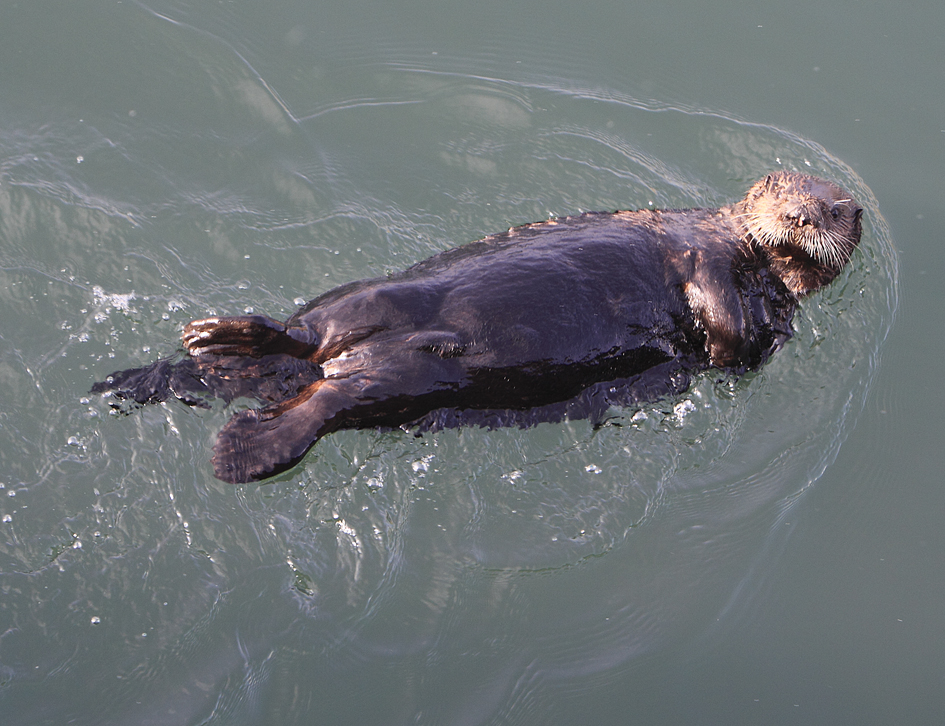
Loutre de mer dans le  Kushiro en février 2009.
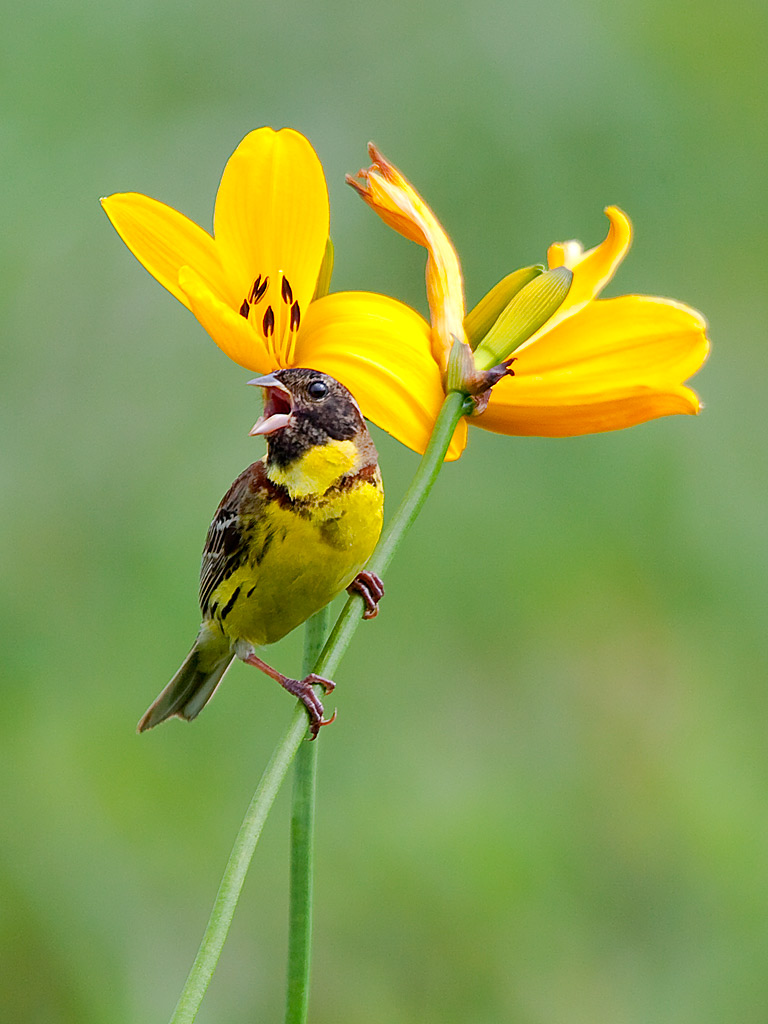
Bruant auréole dans le parc national de Rishiri-Rebun-Sarobetsu en juin 2009.
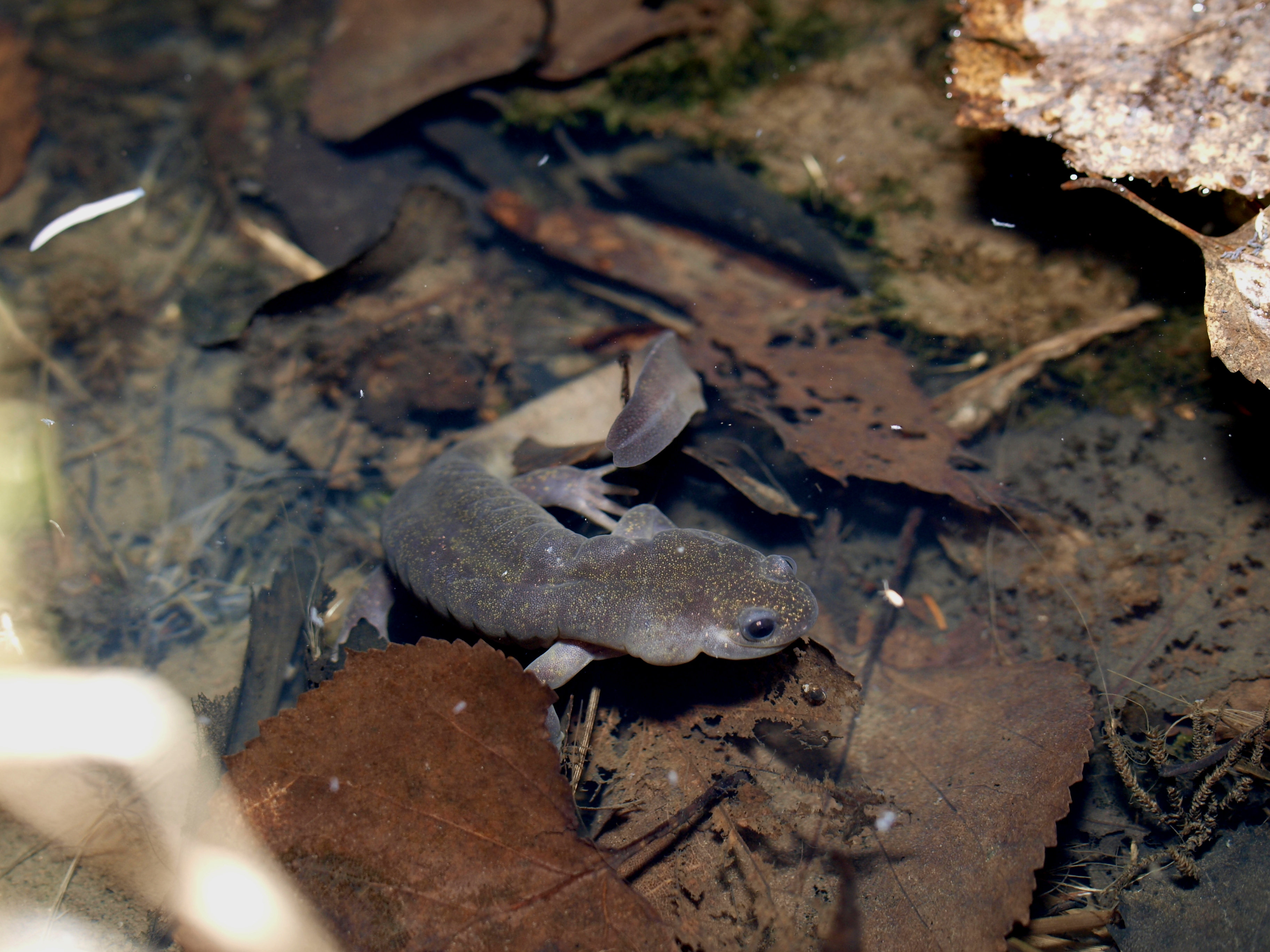
Salamandre du Japon en avril 2010.
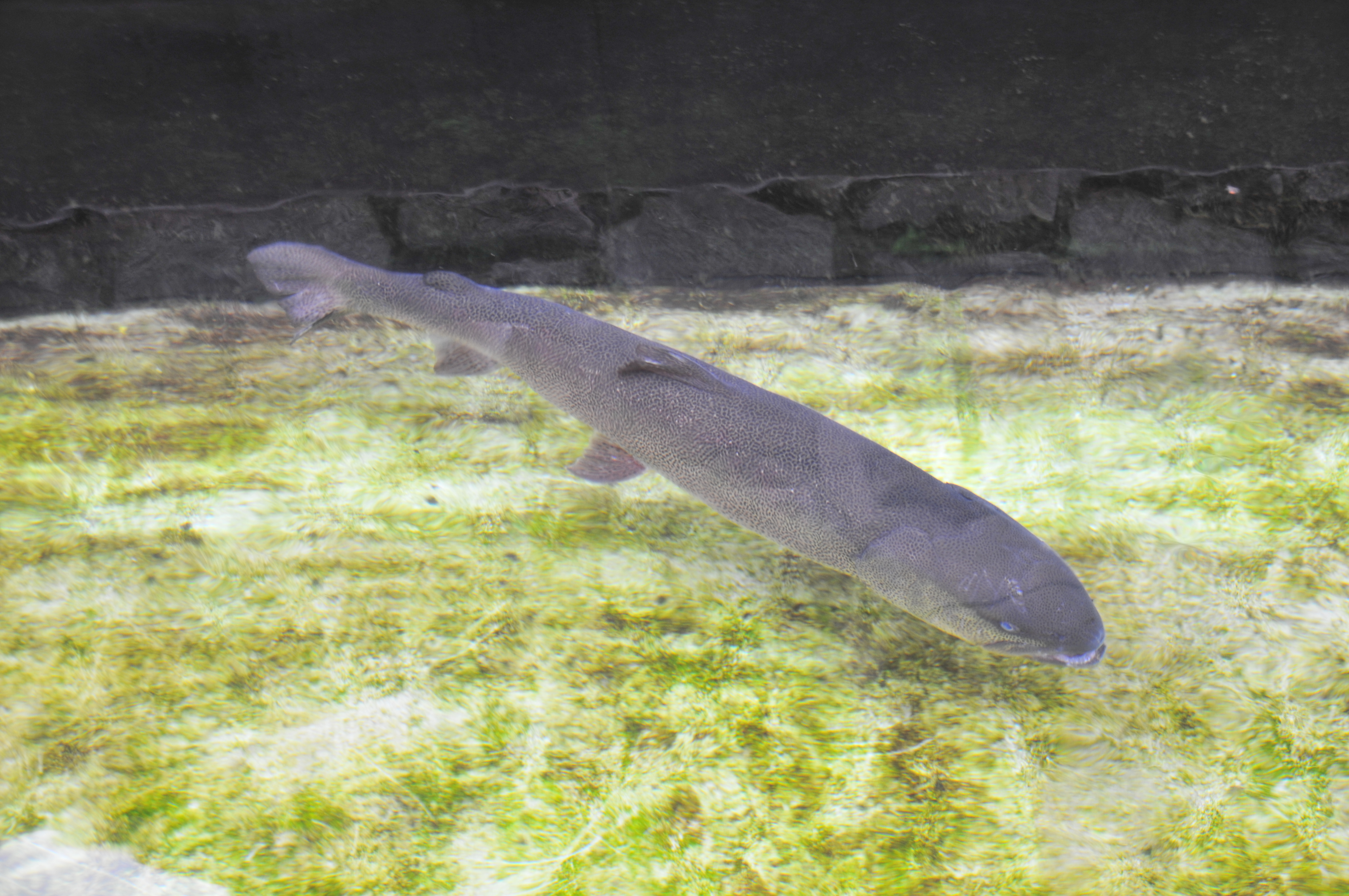
Huchon japonais au musée du Saumon de la rivière Toyohira à Sapporo en septembre 2009.

## Protection
La forêt de Hokkaidō a connu une diminution sensible au cours du XXe siècle, passant de 60 290 km2 vers 1920 à 59 190 km2 vers 1955 et 55 930 km2  vers 1985, soit une perte de 7% due d'abord à l'agriculture puis à l'urbanisation. Les plantations de conifères ont en partie remplacé les feuillus : mélèzes dans les années 1950, sapin du Colorado dans les années 1970, épicéa après cette date. Les zones humides connaissent une diminution parallèle, tombant de 1 330 km2 vers 1920 à 870 km2 vers 1855 et 630 km2 vers 1985 ; tout au long de cette période, elles représentent 90% des aires humides du Japon. La plaine de l'Ishigari est pour sa plus grande partie convertie en rizières, celle du Tokachi en cultures sèches, celle de Sarobetsu en pâturages. La plaine du Kushiro, qui représentait 70% des zones humides de l'île, a perdu un quart de son espace inondé. Au cours des deux derniers siècles, le surpâturage du bétail, le prélèvement d'eau pour la culture du coton et du riz et l'énergie hydroélectrique, la pollution par les mines d'or et l'industrie ont détérioré les écosystèmes avant que des mesures de sauvegarde ne soient prises.
Les aires protégées représentent plus de 10 000 km2 soit 25% de la surface de l'écorégion. Le parc national de Daisetsuzan, créé en 1934, est la plus vaste aire protégée du Japon. Le parc national de Shiretoko a été créé en 1964. 15 sites ont été classés comme Zone importante pour la conservation des oiseaux. La plaine du Kushiro, classée Site Ramsar en 1980, est devenue en 1987 le premier parc national de zone humide au Japon. Cependant, ces réserves entraînent un afflux de touristes qui multiplie les infrastructures, routes, lodges, pistes de randonnée, créant une certaine pression sur le milieu naturel.
Le cerf sika est abondant dans l'île où, depuis les années 1980-1990, il a eu tendance à proliférer à partir du parc national d'Akan, amenant les autorités à prendre des mesures drastiques de contrôle de la population. Le broutage du cerf n'a guère d'effets négatifs sur les pousses de bambou Sasa senanensis et  nipponica mais peut affecter des espèces plus fragiles comme Trillium et Thalictrum. Plusieurs espèces invasives se sont répandues dans les dernières décennies comme l'hermine, la belette d'Europe et le renard roux ainsi que, parmi les oiseaux, le canard colvert.

Étendues d'eau douce de Hokkaidō
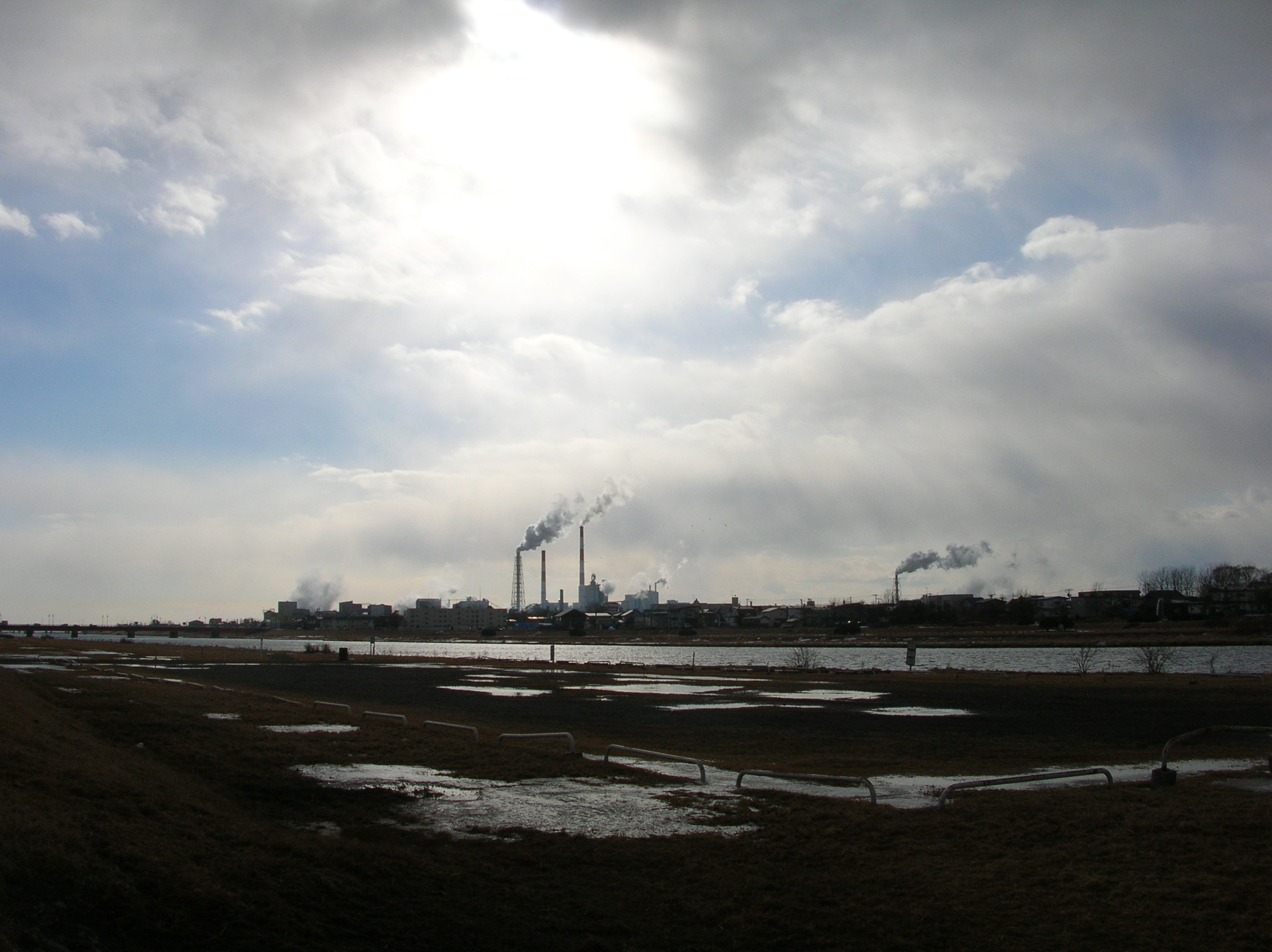
Usine de pâte à papier sur la rivière Shinkushiro, affluent du Kushiro, en novembre 2005.
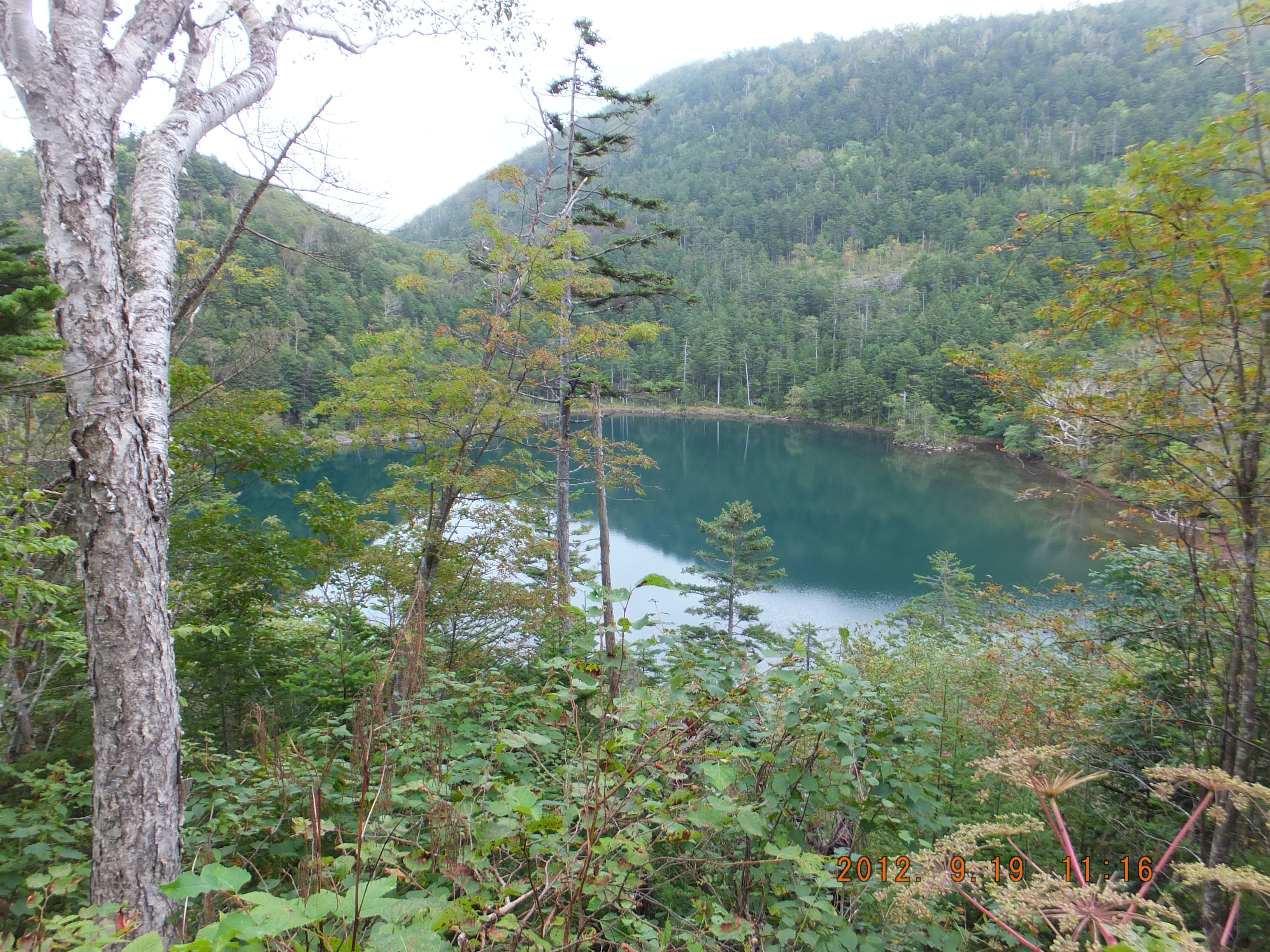
Le lac Shikaribetsu dans le parc national de Daisetsuzan en mai 2008.
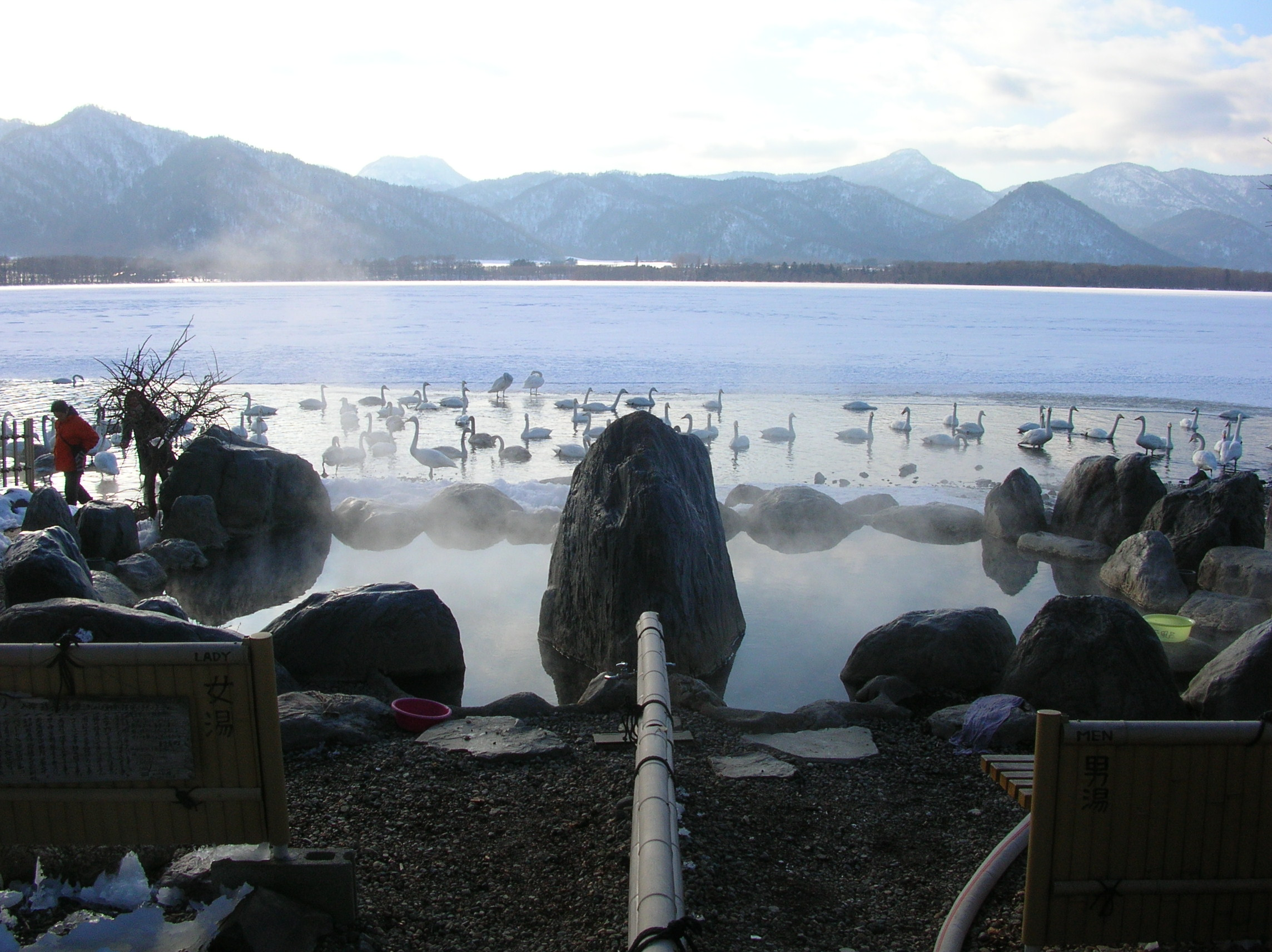
Cygnes au lac Kussharo dans le parc national d'Akan en octobre 2005.